# Callopistria albivitta
Callopistria albivitta är en fjärilsart som beskrevs av George Francis Hampson 1918. Callopistria albivitta ingår i släktet Callopistria och familjen nattflyn. Inga underarter finns listade i Catalogue of Life.